# 三池淵
三池淵（朝鮮語：삼지연）是位於朝鮮民主主義人民共和國兩江道三池淵市的天然湖泊，是由於白頭山（長白山）的火山爆發後，玄武巖和浮石凝結堵塞周邊而形成的。平均水溫23℃。
作為朝鮮官方宣稱的金正日的誕生地，三池淵又帶上了神聖色彩，成為朝鮮人所熟知的符號。許多事物皆以“三池淵”命名，如2013年發行的三池淵平板電腦。